# Turc de Van
Le chat du lac de Van, également appelé Le turc de Van, est une race de chat originaire de la région du lac de Van situé au sud-est de la Turquie. Ce chat de grande taille est caractérisé par sa robe à poils mi-longs.

## Origines
Le turc de Van (turc : Van kedisi ) est une race rare et naturelle, qui se trouvait à l'origine dans la région du lac de Van dans l'est de la Turquie actuelle. 

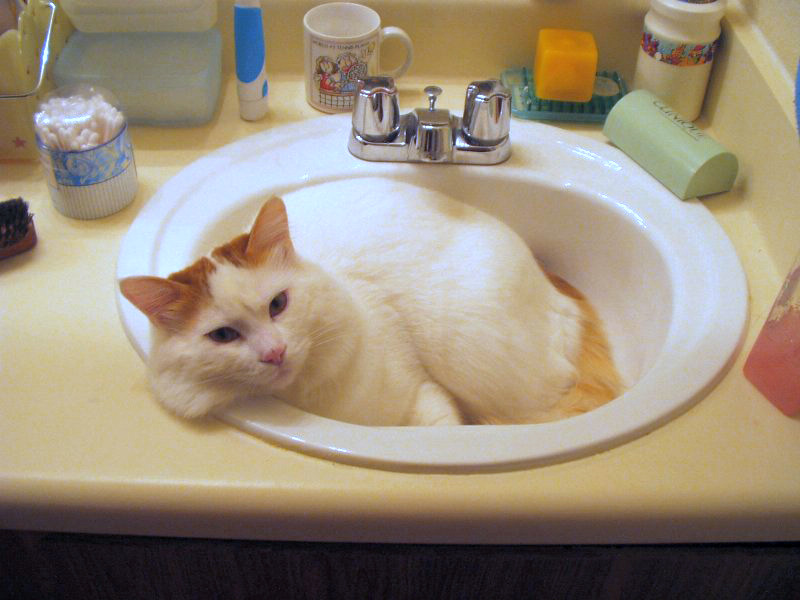
Turc de Van mâle roux tabby dormant dans un lavabo.

Les chats du lac de Van ont vécu dans leur région d'origine pendant des milliers d'années, comme le montrent plusieurs références à un chat à « queue en anneau » au cours de l'histoire. Le motif classique blanc et roux tigré donne cette apparence à la queue et a été trouvé représenté sur des bijoux d'antiquité hittite.  »
En 1955, deux femmes britanniques, Laura Lushington et Sonia Halliday, ont vu des turcs de Van pour la première fois et décidèrent d'en ramener. Elles ont immédiatement reconnu une race naturelle, et commencé l'élevage. Une citation de Laura Lushington dans l'Encyclopédie Complète du Chat (Complete Cat Encyclopedia), édité par Grace Pond et publié en 1972 :
« Une des deux races acceptées en Turquie, le turc de Van, est désormais connue en Grande-Bretagne comme le chat turc. Originaire de la région du lac de Van au sud-est de la Turquie, ces chats ont été domestiqués pendant des siècles (en fait, pendant aussi longtemps que le fameux chien Saluki) ; ils sont très aimés et prisés des Turcs pour leur caractère exceptionnel et leur coloris unique. À part leur grande capacité pour l'affection et une intelligence alerte, leur incroyable caractéristique est d'aimer l'eau, ce qui n'est pas commun pour un félin. Non seulement ils s'intéressent à l'eau et jouent avec, mais aussi ils sont connus pour entrer dans des étangs pour y nager — ils sont très vite devenus connus sous le nom de « chats nageurs ». On m'a d'abord donné une paire de chatons en 1955 lors d'un voyage en Turquie, puis j'ai décidé d'en ramener en Angleterre, bien que voyageant en voiture et effectuant du camping à l'époque — le fait qu'ils aient survécu en bonne condition montra la grande adaptabilité et l'intelligence de leur espèce à des conditions changeantes. L'expérience montra qu'ils pouvaient être élevés. Ils n'étaient pas connus en Grande-Bretagne à l'époque, et puisqu'ils étaient si charmants et intelligents, j'ai décidé d'essayer d'établir la race et de la faire reconnaitre officiellement en Grande-Bretagne par le GCCF. »
Les premiers turcs de Van ont été importés aux États-Unis en 1982 et acceptés dans les expositions de la Cat Fancier Association (CFA) en 1994. Depuis lors, la CFA a enregistré environ 100 vans nés chaque année aux États-Unis, ce qui fait d'eux l'une des races de chat les plus rares. Cependant, le bassin génétique prospère car ils utilisent toujours des vans importés de Turquie.
Les chats importés n'ont pas été influencés par l'élevage humain et sont très résistants.

## Standards

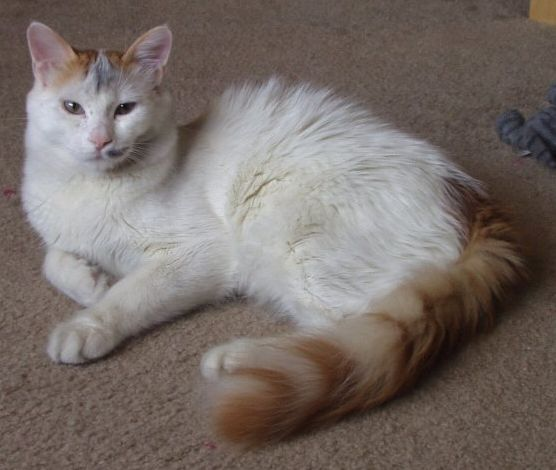
Turc de Van roux et blanc.

Le turc de Van est un grand chat. Les mâles peuvent atteindre 9 kg et les femelles pèsent environ la moitié. Pour atteindre un tel poids, ils ont une croissance lente, qui peut durer entre trois et cinq ans. Le corps est long et fort, la musculature est puissante. L'avant-main est particulièrement développée et est plus large que l'arrière-main, particulièrement chez les mâles. Les pattes sont de longueur moyenne, avec une forte musculature, des pieds ronds et des touffes de poils entre les doigts. La queue est de longueur moyenne, portée en panache et bien fournie.
De face, la tête est légèrement plus longue que large et forme un triangle adouci. Les mâles ont une tête plus larges que les femelles. Les pommettes sont saillantes, le front arrondi et le nez légèrement busqué. Les yeux sont grands et en forme de noix, placés un peu de biais. Ils sont de couleur bleue, or ou vairon. Le vert est toléré. Les oreilles sont de taille moyenne à grande, placées haut sur la tête avec une extrémité arrondie et une base large.

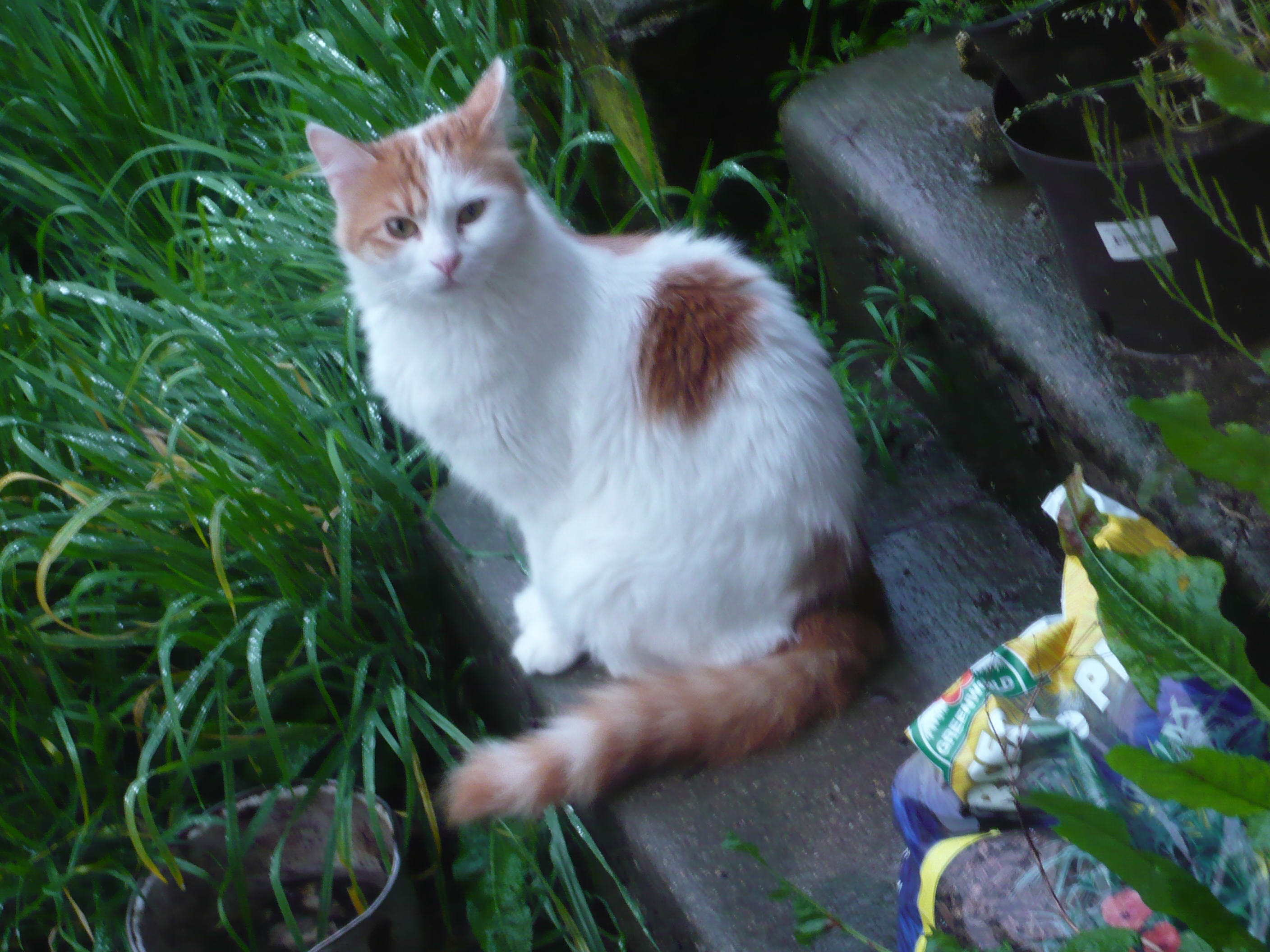
Un chat qui se moque de la pluie.

La fourrure est mi-longue, douce comme du cachemire et avec le moins de sous-poil possible. Le lac de Van étant situé dans une région aux températures extrêmes, les chats ont développé une fourrure qui devient épaisse en hiver avec une large collerette et une queue en forme de rince-bouteille, qui tombe pour les étés chauds et donne l'impression de ne pas avoir affaire à un chat à poils mi-longs. Les sujets à la robe unie et van sont acceptés. Le standard autorise une ou plusieurs taches sur le corps, tant qu'il n'y a pas plus de 20 % de couleur et que le chat ne donne pas l'apparence d'être bicolore. Bien que la couleur classique des vans soit roux tabby et blanc, la couleur sur la tête et la queue peut être l'une des suivantes : roux, crème, noir, bleu, écaille de tortue, tabby ou non.
Les sujets entièrement blancs (solid white) sont préférés aux sujets van par les gens de la région de Van, et de toute la Turquie en général parce qu'étant plus rares que la variante bicolore.
C'est l'expression maximale du gène de tache blanc pie qui donne cette apparence au chat. Ce gène apparait dans plusieurs espèces différentes comme chez le cheval ou le python royal. Il est aussi présent chez les chats domestiques courants. Un chat possédant ces motifs de couleurs, mais qui n'est pas authentifié ou originaire de la région de Van est appelé un vanalike.

### Variétés

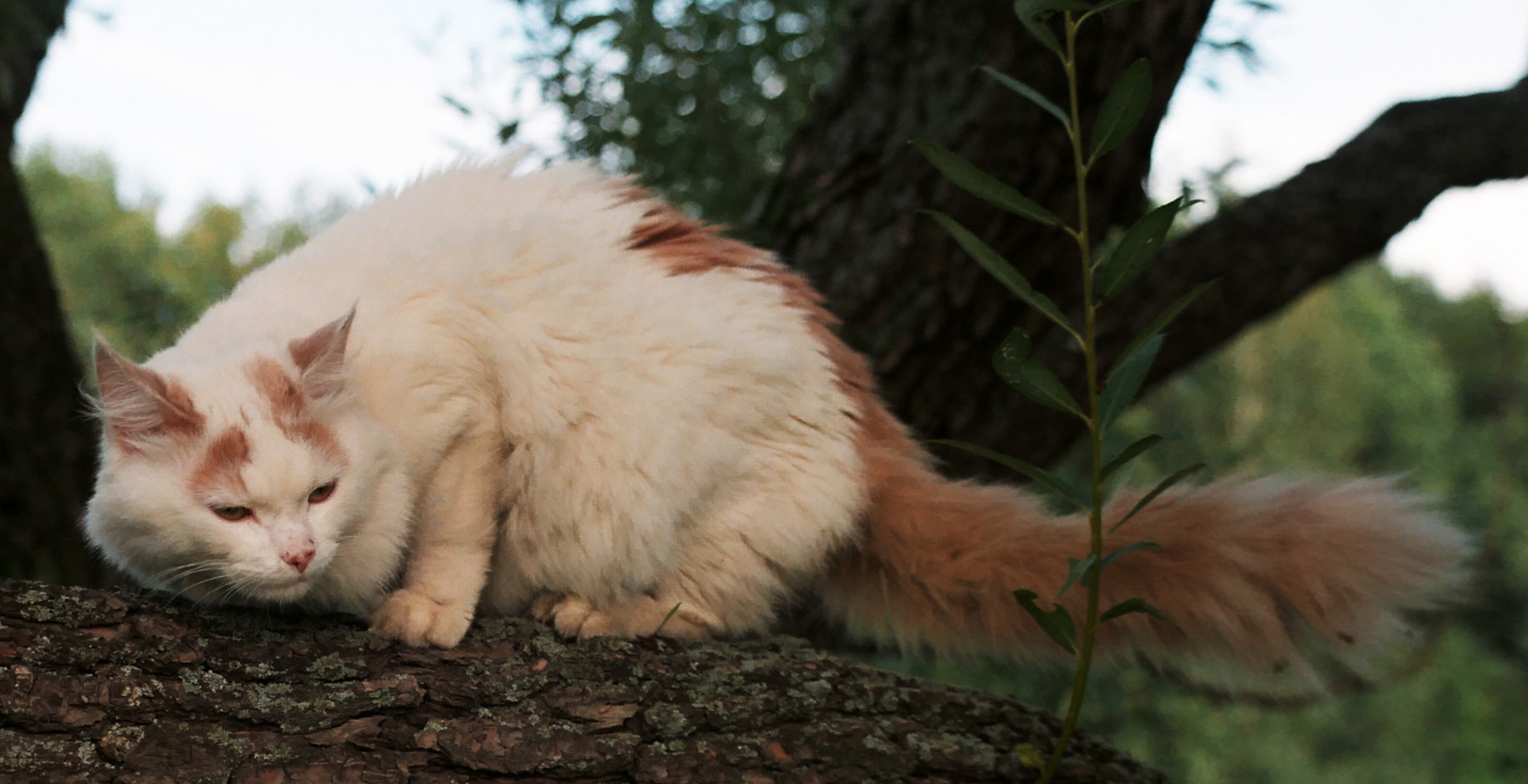
Turc de Van crème.
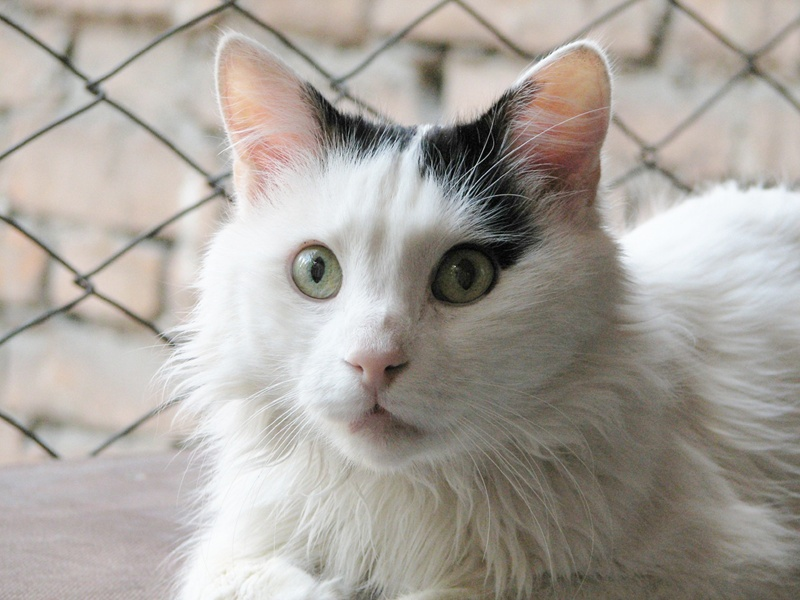
Turc de Van noir et blanc.
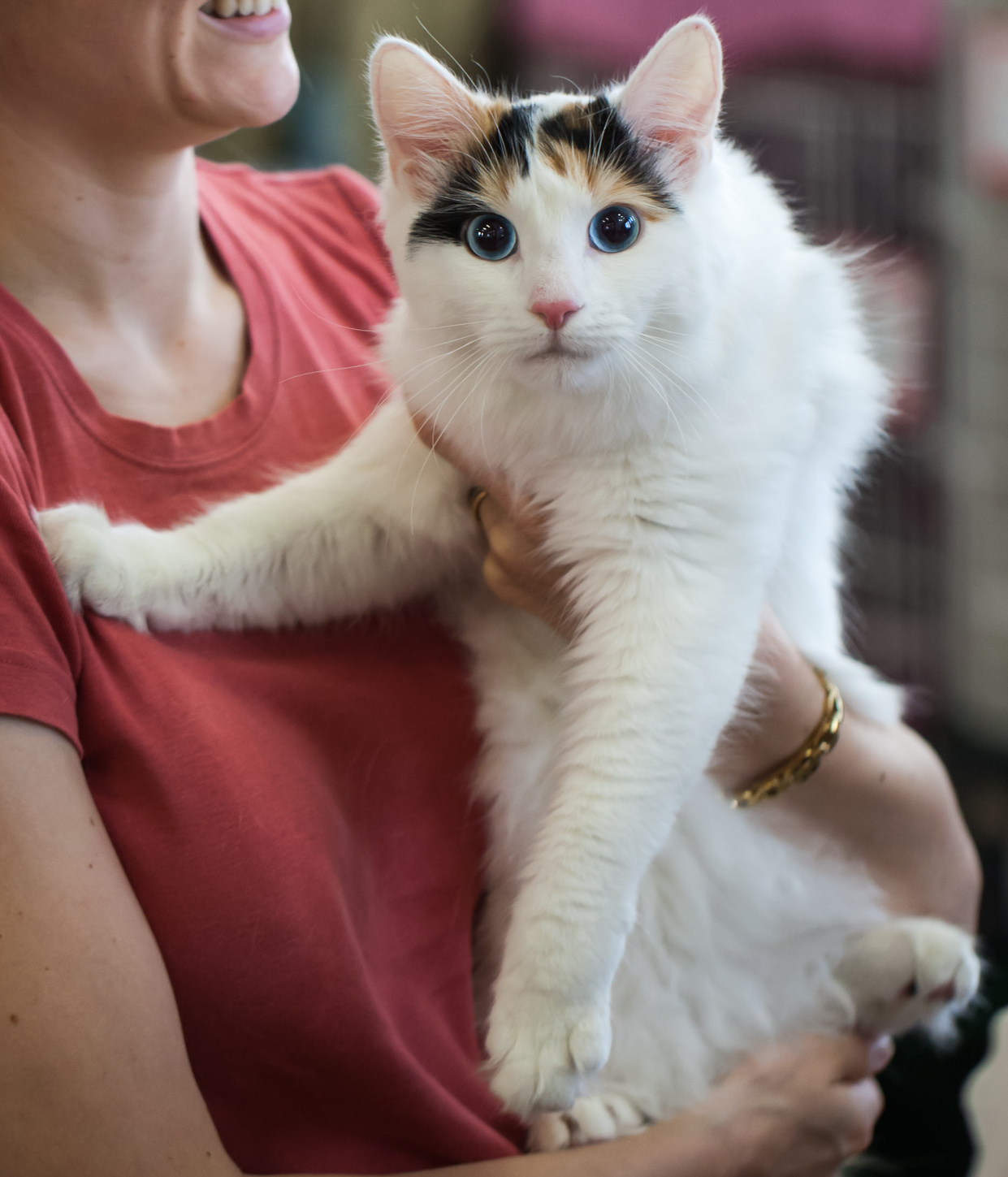
Turc de Van écaille-de-tortue.

## Caractère
Les turcs de Van sont décrits comme très intelligents, assez énergiques et suivant leur propriétaire partout. Ils seraient joueurs et apprécieraient d'explorer tout ce qui se trouve à leur portée.
Beaucoup de turcs de Van seraient dressés pour aller chercher un objet particulier, et beaucoup de propriétaires les décrivent comme des « chiens habillés en chat » à cause de leurs personnalités inhabituelles.
Un autre de leurs traits intéressants serait leur fascination pour l'eau. Les vans sont aussi appelés chats nageurs car, dans leur pays d'origine, ils sont connus pour être capables de plonger dans le lac de Van. Cette zone est connue pour ses chaleurs importantes l'été. Ce trait a pu leur être bénéfique au cours de leur évolution. La plupart des Vans sont des chats d'intérieur et n'ont pas accès à de grandes étendues d'eau, mais leur attrait et curiosité pour l'eau resteraient innés.
Ces traits de caractère restent toutefois parfaitement individuels et sont avant tout fonction de l'histoire de chaque chat, quelle que soit sa race.

## Génétique

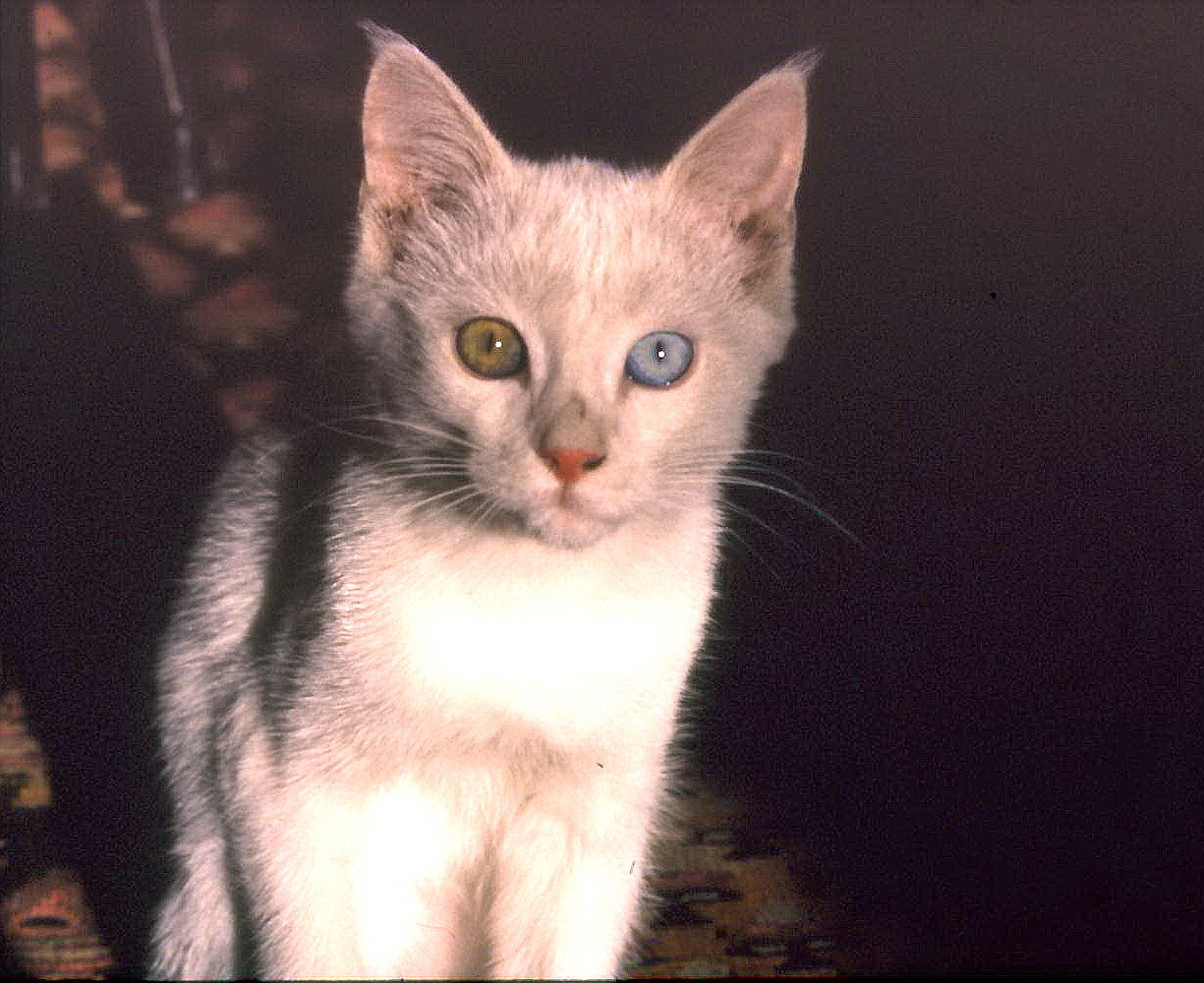
Jeune turc de Van aux yeux vairons.

On a longtemps débattu pour savoir si le van blanc était un van ou bien un angora turc. Certains éleveurs ont fait le choix de les croiser avec des angoras turcs depuis de nombreuses années. D'autres ont continué de les croiser exclusivement avec leurs vans à motifs, sans qu'aucune altération de la race van n'intervienne de façon visible. Des recherches sont en cours aux États-Unis pour savoir si génétiquement, le van est l'ancêtre des angoras turcs. La question fut posée à des spécialistes en génétique, dans le dossier d'étude de la reconnaissance des vans blancs par la TICA. Une réponse scientifique devrait donc arriver courant 2007. 
Cependant, après plusieurs années d'étude et de jugements en expositions, LOOF et la TICA reconnaissent aujourd'hui le van blanc (jadis appelé van kedisi) comme une simple variante de couleur du chat de Van : génétiquement, un van blanc porte la couleur et le marquage légué par ses parents ou ancêtres sous son pelage blanc et bien que sa couleur surprenne ou soit assez rare, il a exactement la même morphologie et le même caractère que les vans dont le corps porte le « marquage van ». Ses yeux pourront être bleus, ambres, ou vairons. Une superstition populaire prétend que les chats de van blancs aux yeux vairons sont capables d'exaucer des vœux.
On prendra soin en général de ne croiser en élevage qu'un parent blanc et un parent à motif : en effet, sinon, le risque de surdité dans la descendance augmente, comme chez la plupart des races félines quand deux parents blancs se reproduisent, et tout spécialement si le chaton a les yeux bleus, le gène des yeux bleus étant associé à une éventuelle dégénérescence de l'oreille interne chez les chats.
Des recherches génétiques menées par l'université de Californie à Davis ont rapporté la présence à très faible fréquence de l'allèle récessif responsable du gantage blanc du sacré de Birmanie chez le turc de Van. Un test génétique spécifique existe afin de détecter le gène de gantage birman.